# Pont voûté en béton

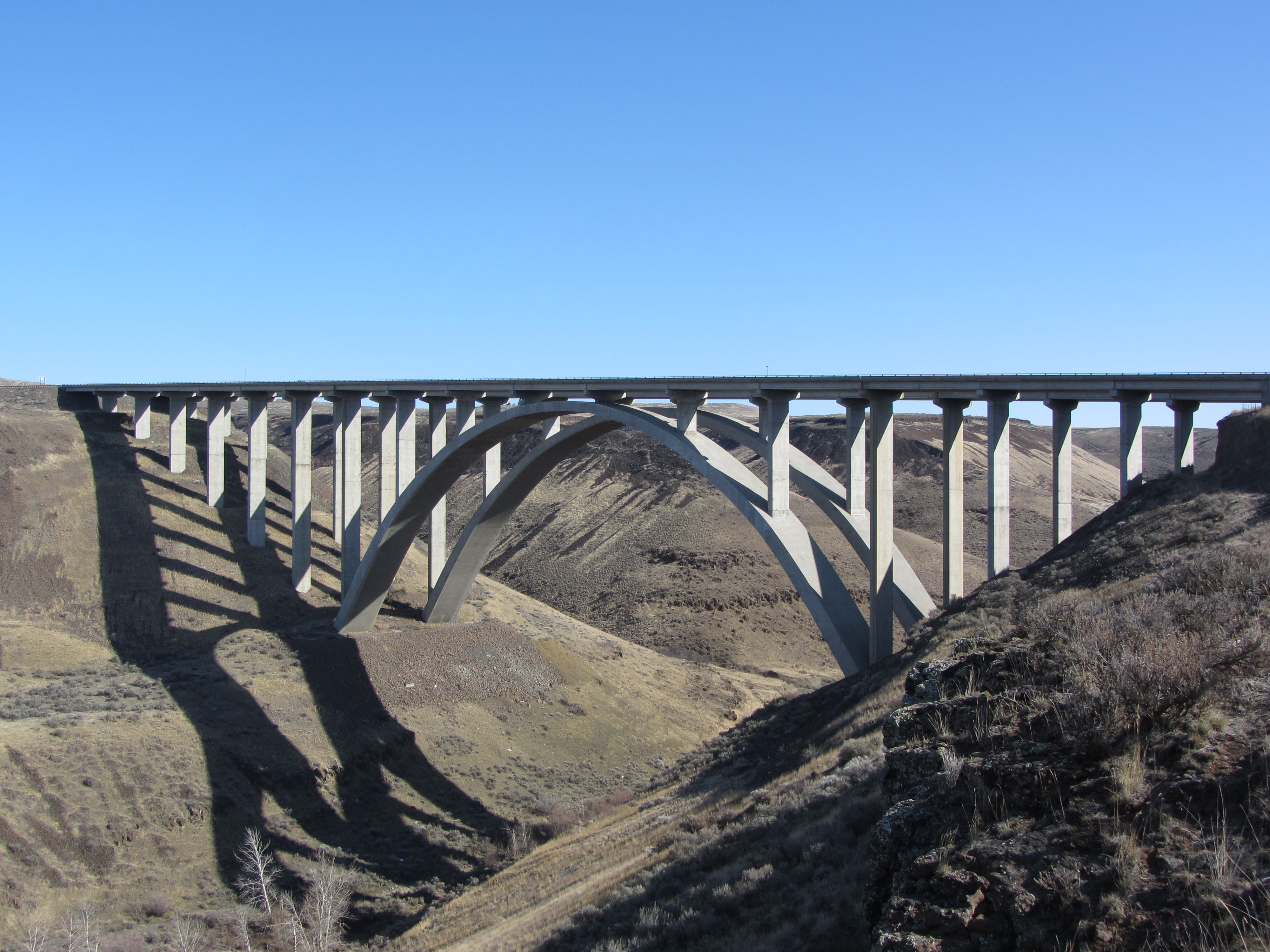
Le Fred Redmond Bridge dans l'État de Washington construit en 1971.

Un pont à voûtes en béton désigne une des grandes familles de ponts.